# Mordecai Ghirondi
Mordecai Ghirondi (Padova, ottobre 1799 – Padova, 4 gennaio 1852) è stato un rabbino e scrittore italiano.

## Biografia
Mordecai Ghirondi o Mordecai Samuel ben Benzion Aryeh Ghirondi (anche noto come Marco Samuel Ghirondi ) è stato uno scrittore di testi in ebraico e il rabbino capo di Padova.
Ghirondi ha studiato presso il Collegio rabbinico di Padova, in cui fu nominato professore di teologia (1824). Nel 1829 fu nominato rabbino assistente di Padova; due anni più tardi divenne rabbino capo. Fu un'autorità riconosciuta tra i rabbini e fu consultato da rabbini di diverse comunità.
Aveva in suo possesso l'opera biografica di Graziadio Nepi col titolo Zeker Ẓaddiḳim; in questa ha aggiunto 831 paragrafi in sua conoscenza e disponibilità, due terzi dei quali non si trovano in alcun dizionario biografico precedente. Il lavoro combinato assieme è stato pubblicato da Ephraim Raphael Ghirondi il figlio dell'autore: le voci Nepi e Ghirondi sono stampate su pagine contrapposte (Trieste, 1853). Quest'ultimo ha anche scritto Ḳebuẓat Kesef, responsa, in due parti, e e Liḳḳuṭe Shoshannim, novelle, in due volumi (entrambi inediti).
Lettere di Ghirondi di su diversi argomenti sono stati pubblicati in Kerem Ḥemed (ii. 52; iii. 88 et seq.; iv. 13).
La sua firma, al centro della pagina recitava: "Mordecai Shmuel Ghirondi di Padova, possa Dio conservarlo e proteggerlo".

## Opere
- Toko Raẓuf Ahabah, un lavoro sull'etica prodotto quando aveva solo sedici anni (Pisa, 1818)
- "Ma'amar Keriyyat ha-Borot," un trattato sui pozzi artesiani, mostrando i riferimenti ad essi nel Talmud (stampato in Iggerot Yosher(di Isacco Samuele Reggio), Vienna, 1834).
- La sua opera più importante, Toledot Gedole Yisrael, un dizionario biografico e bibliografico dei rabbini italiani e studiosi laici.